# Баталов, Андрей Игоревич
Андрей Игоревич Баталов (род. 14 апреля 1970, Челябинск) — советский и российский хоккеист, вратарь.

## Биография
Воспитанник челябинских команд ЧИМЭСХ (тренеры Альберт Данилов, Михаил Калашников) и «Трактор» (тренер Николай Бец).
Выступал за команды «Металлург» / «Мечел» Челябинск (1987/88, 1991/92), СКА Свердловск (1988/89 — 1989/90), ШВСМ Челябинск (1988/89, турнир КФК за право играть во 2-й лиге), «Трактор» (1990/91, 1993/94- 1994/95), «Амурсталь» Комсомольск-на-Амуре (1992/93 — 1993/94), «УралАЗ» Миасс (1994/95).
Бронзовый призёр юниорского чемпионата Европы 1988 года.
В 1990 году должен был ехать в расположение молодежной сборной СССР, но вместо этого был отправлен в спортроту. Был направлен в часть в Верхнюю Пышму, оттуда, во время Карабахского конфликта — в Баку. Был ранен при одном из обстрелов пулей со смещенным центром тяжести, пролежал в госпитале примерно три недели.